# Dürrwangen
Dürrwangen település Németországban, azon belül Bajorországban. Lakosainak száma 2588 fő (2023. december 31.).

## Népesség
A település népessége az elmúlt években az alábbi módon változott:
| Lakosok száma | 971  | 1491 | 1898 | 2402 | 2545 | 2554 | 2584 | 2595 | 2602 | 2588 |
|               | 1875 | 1950 | 1975 | 1987 | 2012 | 2014 | 2016 | 2017 | 2021 | 2023 |